# Agudo (som)
Um som é dito agudo quando está em alta frequência relativo à audição humana. Geralmente sons acima de 5 kHz (kilohertz) são considerados agudos. Sua propagação tende a ser mais direcional, devido ao curto e pequeno comprimento de onda, diferente dos sons graves, que tendem a se propagar omnidirecionalmente.[carece de fontes?] A frequência de um som agudo depende de quantidade de hertz mais altas, por exemplo o som agudo na audição humana começa com aproximadamente 4 kHz.[carece de fontes?]
Sons agudos podem, por exemplo, ser observados num apito ou violino (sendo este capaz de produzir sons acima da capacidade humana).
Em música, aplica-se "agudo" muitas vezes com a nomenclatura "alto" ou "subir", como nos exemplos de frases: "sobe o tom" ou "esse tom está muito alto para mim".